# Zonitis tarasca
Zonitis tarasca är en skalbaggsart som först beskrevs av Dugès 1888.  Zonitis tarasca ingår i släktet Zonitis och familjen oljebaggar.

## Underarter
Arten delas in i följande underarter:
- Z. t. tarasca
- Z. t. borealis